# أبطال الديجيتال (الجزء الثاني)
أبطال الديجيتال الجزء الثاني (باليابانية: デジモンアドベンチャー 02)، هو الجزء المتابع لـجزء السابق، بعد ثلاث سنوات من نهاية قصة الجزء الأول.

## القصة
بعد انتهاء الجزء الأول من ابطال الديجيتال عادت القاعدة لترسل قلائد من نوع متطور وجديد لخمس أبطال هم: سليم - وسيم -
هاني - هند - سلمى
يدخل هؤلاء الأبطال اللعبة عبر بوابة العالم الرقمي حيث يلتقي كل منهم مرافقه الرقمي فيحصل سليم على مرافقه أزرق وهاني على
سلحوف وسلمى على على مرافقها صقر أما وسيم وهند فيبقيان على مرافقيهم الذين حصلا عليهما في الجزء الأول فتستعيد هند
خرموش ويستعيد وسيم صدى
تبدأ مهمة الأبطال في هذا الجزء بالقضاء على الإمبراطور الشرير وتدمير أبراج الظلام ويكون الإمبراطور قد نشرها على نطاق
واسع وسيطر على عدد كبير من الوحوش باستخدام الأساور الممغنطة تبدأ المعارك ففي كل يوم يعود الأبطال إلى العالم الرقمي
ليدمروا الأبراج وفي كل مرة يكون تدميرها أصعب بسبب الوحوش التي تحرسها
في يوم وعندما يعود الأبطال إلى العالم الرقمي يكتشفون إلى الإمبراطور قد أستعدى وحشا جديدا وعملاقا ذا قوى تدميرية هائلة
اسمه «بركان»
يستعمل الأبطال كل قواهم لتدمير هذا الوحش لكن محاولتهم كانت تفشل دائما فاضطر الأبطال إلى الدخول إلى قلعة الإمبراطور
لمحاولة معرفة نقاط ضعف هذا الوحش وفي داخل القلعة يستطيع سليم الحصول على مقاتل جديد اسمه «بريق» بتدمير بركان
وبعدها يخسر الإمبراطور يزن قلعته ويكتشف أنه مخطأ فيعود وينضم إلى أبطال الديجيتال
تحاول شعشبونة وهي الشريرة التي أجبرت يزن «الامبراطور» على القيام ببناء أبراج الظلام وزرعت في قلبه قوة الشر باستدعاء
عدة وحوش في محاولة فاشلة للقضاء على أبطال الديجيتال لكنهم يقضون عليها كلها
إلا أنها في النهاية تستدعي وحشا اسمه جلمود الأسود الذي يقوم بمواجهة أبطال الديجيتال في عدة معارك يهزمهم فيها ويقضي على
الصخور المشعة التي تؤمن التوازن للعالم الرقمي ولكن أبطال الديجيتال يستعملون مقاتلي المستوى الأقصى للقضاء على جلمود
الأسود ولكن جلمود الأسود يعرف أنه مخطأ وينضم إلى حماة العام الرقمي
و لكن الشريرة شعشبونة لا تستسلم بل تقوم باستعداء هذه المرة إلى العالم الحقيقي حيث تدور العديد من المعارك يفوز أبطال الديجيتال

## الشخصيات

### أبطال الديجيتال
مرت ثلاث سنوات على المغامرة التي عاشها أبطال الديجيتال في السلسلة الأولى وقد انضم إليهم أربع أبطال جدد بالإضافة إلى وسيم وهند من الجزء الأول :
| الشخصية | الاسم الياباني               | المرافق الرقمي                | الاسم الياباني           | صفات البطل الشخصية | مستويات المرافق الرقمي                                                                                  |
| ------- | ---------------------------- | ----------------------------- | ------------------------ | --- | --- |
| سليم    | 本宮 大輔 (موتوميا دايسوكي)  | مخلوق غريب يدعى أزرق          | ブイモン (فيمون)         | القائد الجديد لأبطال الديجيتال، مثل أمجد في الجزء الأول، فهو شجاع ولكنه عنيد ومتهور، وهو أيضاً يحب لعب كرة القدم، مما يقوده إلى التنافس من جانب واحد مع وسيم الاداء الصوتي: بثينة شيا(العربي) | يم في المستوى الأول، أزرق في المستوى الثاني، رديف ووميض في المستوى الثالث، جازم وبريق في المستوى الرابع |
| سلمى    | 井ノ上 京 (إنوي مياكو)       | طائر يدعى صقر                 | ホークモン (هوكومون)     | فتاة نشيطة من أبطال الديجيتال الجدد، متهورة وأحيانا عنيدة، ولكنها تتبع هاني عندما يتعلق الأمر بمهارات الحاسوب والمعرفة التقنية | فرفر في المستوى الأول، صقر في المستوى الثاني، صارم وصافي في المستوى الثالث، قشعم في المستوى الرابع      |
| هاني    | 火田 伊織 (هيدا إيوري)       | مخلوق أسطوري سمي سلحوف        | アルマジモン (أرماديمون) | الأصغر سناً في الجزء الثاني، لكن على الرغم من هذا، فهو ولد راشد جداًّ، ويفكر بالأشياء بروية وحرص، تماماً مثل زين في الجزء الأول | عنب في المستوى الأول، سلحوف في المستوى الثاني، جندب وغواص في المستوى الثالث، ترس في المستوى الرابع      |
| وسيم    | 高石 タケル (تاكايشي تاكيرو) | مخلوق غريب له جناحان يدعى صدى | パタモン (باتامون)       | واحد من أبطال الديجيتال السابقين، وهو الأخ الأصغر ليامن، منذ الجزء الأول بدأ وسيم بالنضج ليكون ذا تفكير صائب في المواقف الخطيرة | سكر في المستوى الأول، صدى في المستوي الثاني، عنقاء في المستوى الثالث، صوان وصهيل في المستوى الرابع      |
| هند     | 八神 ヒカリ (ياغامي هيكاري)  | قط أبيض يدعى خرموش            | テイルモン (تيلومون)     | واحدة من أبطال الديجيتال السابقين، وهي الأخت الصغرى لأمجد، وقد صارت أكثر وداًّ وتفاؤلاً في الجزء الثاني | فلفل في المستوى الأول، قرقش في المستوى الثاني، خرموش في المستوى الثالث، غيثاء وحوام في المستوى الرابع   |
| يزن     | 一乗寺 賢 (إتشيجوجي كين)     | دودة قز سمي صدف               | ワームモン (وامومون)     | قُدِّم كموهوب في الألعاب الرياضية والأكاديميات، يزن اختير كبطل ديجيتال لسنوات قبل أبطال الديجيتال الجدد، كانت مهاراته مدعومة من قبل قوى الظلام، على الرغم من أنها قادته للجنون، مع رغبته في أن يصير الإمبراطور، ويحتل العالم الرقمي. الذي كان يظن أنه مجرد لعة فيديو. انضم إلى الفريق مؤخراً وصار من أصدقائهم، وندم على ما كان يؤذي به أبطال الديجيتال، والمخلوقات الرقمية، وأبويه. خلال الفترة التي كان فيها الإمبراطور في العالم الرقمي، يزن كان منعزلاً وقاسياً، ولكن بعد هزيمته في قاعدته، عاد يزن ليعيش كفتى عادي ولطيف | يرقة في المستوى الأول، صدف في المستوى الثاني، جرجار في المستوي الثالث                                   |

#### مقاتلو المستوى الأقصى
| الشخصيات   | المخلوقات المتحدة | الوحوش بعد اتحاد الطاقة                                              |  |
| ---------- | ----------------- | -------------------------------------------------------------------- |  |
| سليم ويزن  | جرجار وجازم       | شكلا معا وحشا رقميا يدعي شامخ وله ثلاث حالات شامخ وشداد وشداد المدرع |  |
| هاني ووسيم | عنقاء وترس        | شكلا معا وحشا رقميا يدعى طنجور ويلزم حالة واحدة                      |  |
| سلمى وهند  | قشعم وخرموش       | شكلتا معا مقاتلة تدعى هيفاء وتلزم حالة واحدة أيضا                    |  |

## الممثلون
- أنجي اليوسف - أمجد، هند, بحر, أزرق
- بثينة شيا - سليم، رعد, صدف
- سمر كوكش سلمى، سلحوف، كاسر
- فدوى سليمان - هاني، سمر, صدى
- مجد ظاظا - وسيم, خرموش, زهرة
- فاطمة سعد - سيدة العناكب, شعشبونة
- آمنة عمر - مي
- عادل أبو حسون - يامن
- أمل عمران - شادي، يزن, صقر. هديل
- بالاشتراك مع
- مروان فرحات - شاهر، أمجد، زين
- زياد الرفاعي - جلمود، مومياء، سليم وهو كبير

## روابط خارجية
- أبطال الديجيتال الجزء الثاني على موقع IMDb (الإنجليزية)
- أبطال الديجيتال الجزء الثاني على موقع كينوبويسك (الروسية)
- أبطال الديجيتال الجزء الثاني على موقع ANN anime (الإنجليزية)